# La Jolla Playhouse
La Jolla Playhouse – profesjonalny teatr o charakterze organizacji non-profit utworzony w 1947 przez aktorów Gregory’ego Pecka, Dorothy McGuire i Mela Ferrera, przy finansowym wsparciu producenta Davida O. Selznicka. Początkową siedzibą było audytorium w La Jolla High School (1947–1959). Obecnie główna placówka artystyczna mieści się na terenie kampusu Uniwersytetu Kalifornijskiego w San Diego.
Przedstawienia wystawiane w La Jolla Playhouse otrzymały łącznie ponad 300 nagród, w tym 38 prestiżowych Tony Award, a sama instytucja w 1993 została uhonorowana statuetką Tony w kategorii dla najlepszego teatru regionalnego. Wiele spektakli wystawianych w La Jolla Playhouse przenoszono na deski nowojorskiego Broadwayu.

## Historia

### Początki

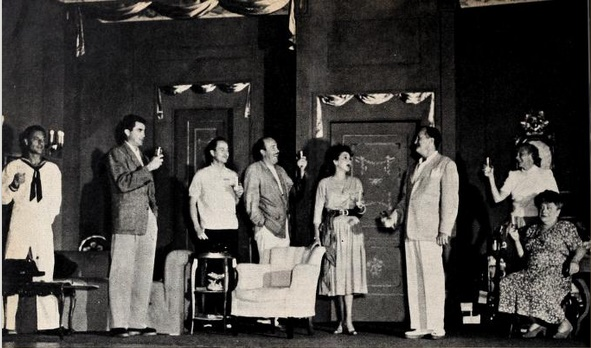
Gregory Peck (drugi z lewej) w spektaklu Light Up the Sky (1949) w reżyserii Moss Harta

Teatr La Jolla Playhouse został utworzony w 1947 w La Jolla, dzielnicy miasta San Diego, z inicjatywy Gregory’ego Pecka, Dorothy McGuire i Mela Ferrera, przy finansowym wsparciu Davida O. Selznicka (kwota 15 tys. dolarów). Wkrótce dołączyli do nich także Jennifer Jones oraz Joseph Cotten. W początkowym założeniu placówkę planowano otworzyć w Los Angeles przy skrzyżowaniu Wilshire Boulevard z Doheny. Pod uwagę brano także miejscowość Santa Barbara. Peck, który urodził się i lata dzieciństwa spędził w La Jolla, zaproponował na główną lokalizację audytorium o pojemności niespełna 500 miejsc w La Jolla High School, której był absolwentem. Jego przyjaciel, Frank Harmon, zarządzający ówcześnie agencją Buick i pełniący funkcję prezesa Kiwanis Club, przekonywał zarząd szkoły do udostępnienia sali.
Na otwarciu placówki wystąpiła brytyjska aktorka May Whitty, znana z filmu Noc musi zapaść (1937, reż. Richard Thorpe). Jak przyznawał Peck w rozmowie z „San Diego Magazine”: „Chcieliśmy inauguracji z dobrą grą, która pozwoliłaby nam na udany start”. Aktorzy za swoje występy otrzymywali symboliczne wynagrodzenie w wysokości 55 dolarów, zakwaterowanie w miejscowym hotelu La Valencia i wyżywienie. „Czuliśmy, że ludzie z La Jolla i San Diego będą zaintrygowani, by zobaczyć tych wszystkich sławnych aktorów na scenie (…) Kiedy już ma się Richarda Baseharta lub José Ferrera, obsadzenie ról dalszego planu nie jest trudne. Czytaliśmy sztuki bez końca, wszyscy troje, Mel, Dorothy i ja, ponieważ chcieliśmy zadbać o dobrze zbalansowane sezony” – argumentował Peck. Miejscowemu kobiecemu komitetowi powierzono sprzedaż biletów oraz zdobywanie rekwizytów i kostiumów.
Przez pierwsze lata funkcjonowania, na deskach La Jolla Playhouse występowało wielu artystów, wśród których byli: David Niven, Dennis Hopper, Eartha Kitt, Eve Arden, Ginger Rogers, Groucho Marx, Jane Cowl, José Ferrer, Joseph Cotten, Lee Marvin, Louis Jourdan, Miriam Hopkins, Olivia de Havilland, Richard Basehart, Tallulah Bankhead i Vincent Price.
Na początku lat 50., Peck, z uwagi na prace przy filmach Kapitan Hornblower (1951, reż. Raoul Walsh), Rzymskie wakacje (1953, reż. William Wyler) oraz Moby Dick (1953, reż. John Huston), których zdjęcia realizowano w Europie, stał się mniej aktywny. Ferrer w 1954 poślubił brytyjską aktorkę Audrey Hepburn, z którą zamieszkał w Szwajcarii, przez co jego działalność w teatrze została zakończona. Także w 1954 Kiwanis Club wycofał swoje wsparcie, co w konsekwencji doprowadziło do redukcji liczby spektakli granych w tygodniu.
W latach 1959–1982 działalność teatru była zawieszona.

### Obecnie

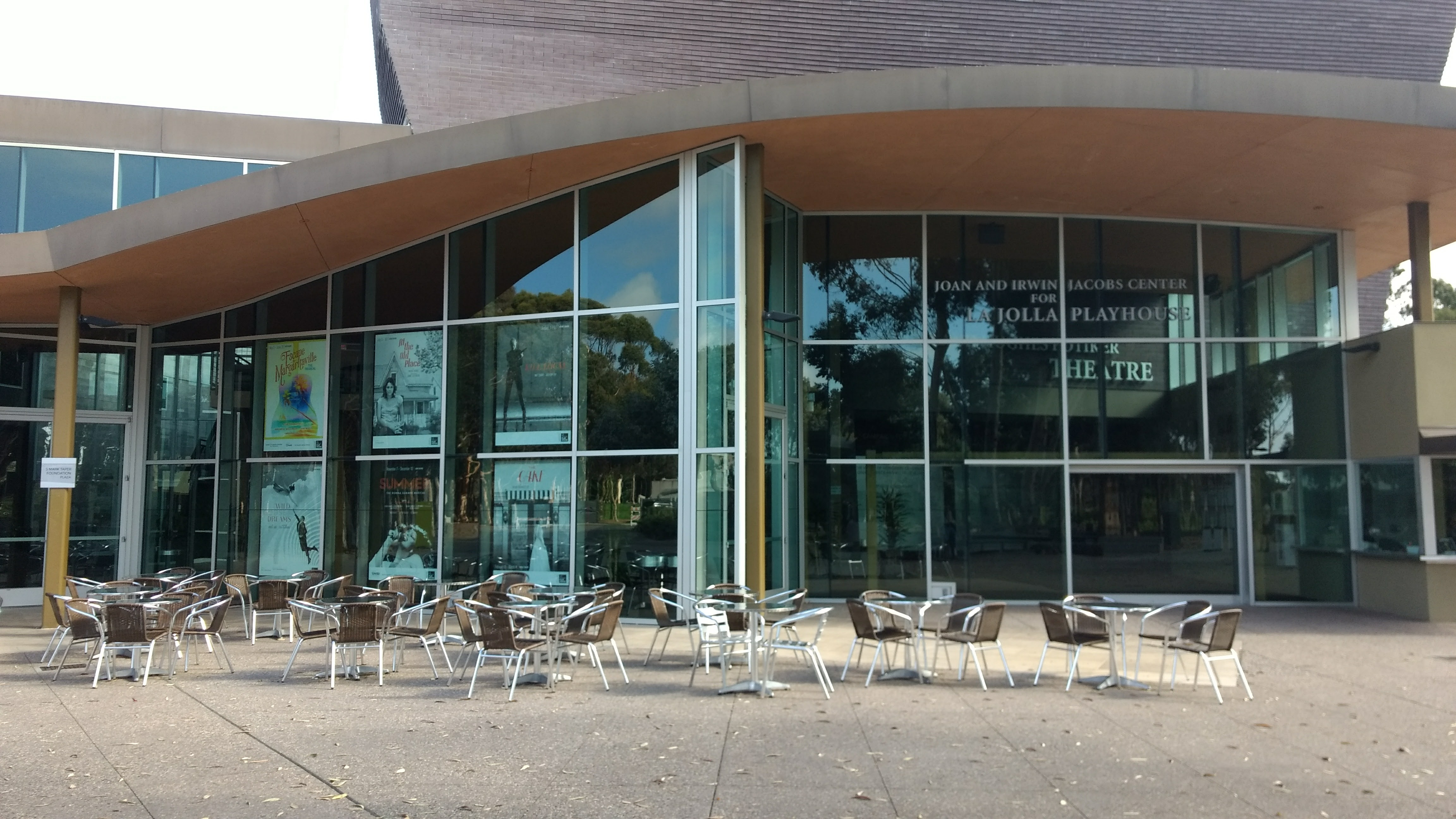
Obecna siedziba teatru La Jolla Playhouse na kampusie Uniwersytetu Kalifornijskiego w San Diego (2017)

W 1983 dyrektorem artystycznym placówki został Des McAnuff, a jej nową siedzibę utworzono na kampusie Uniwersytetu Kalifornijskiego w San Diego. Przez następne trzy dekady, La Jolla Playhouse stał się jednym z bardziej cenionych teatrów regionalnych w Stanach Zjednoczonych. Ponad 30 spektakli wystawianych na jego deskach przeniesiono na nowojorski Broadway, w tym: A Walk in the Woods (1987), Dracula, the Musical (2001), Jersey Boys (2004), Memphis (2008/2009) i Bonnie & Clyde (2009/2010), zdobywając w sumie 38 nagród Tony.
W 1993 La Jolla Playhouse otrzymał Tony Award w kategorii dla najlepszego teatru regionalnego.
W 2001 placówka uruchomiła program Page To Stage Play, aby ułatwić realizację nowych przedstawień i musicali. Dwa spektakle wystawiane w ramach projektu – I Am My Own Wife Douga Wrighta i 700 Sundays Billy’ego Crystala – zdobyły w 2004 nagrodę Tony, z czego Wright został także uhonorowany Pulitzerem za najlepszy dramat. La Jolla Playhouse realizuje także szereg innych programów edukacyjnych, między innymi działający od 1987 Pop Tour, mający na celu zachęcenie młodzieży do wzięcia udziału w warsztatach teatralnych. Co roku programem objętych jest ponad 20 tys. studentów.
Instytucja działa także jako oficjalny partner zarówno dla okręgu szkolnego San Diego Unified School District, jak i miasta Chula Vista, aktywnie współpracując przy wprowadzaniu programów artystycznych do szkół w każdej dzielnicy. La Jolla Playhouse jest jedyną placówką artystyczną w południowej Kalifornii, którą wybrano do prestiżowego programu Partners in Education The Kennedy Center.
Instytucja jest także organizatorem festiwalu artystycznego Without Walls (WOW Festival), będącym jednym z najważniejszych wydarzeń kulturowych w mieście.

## Personel

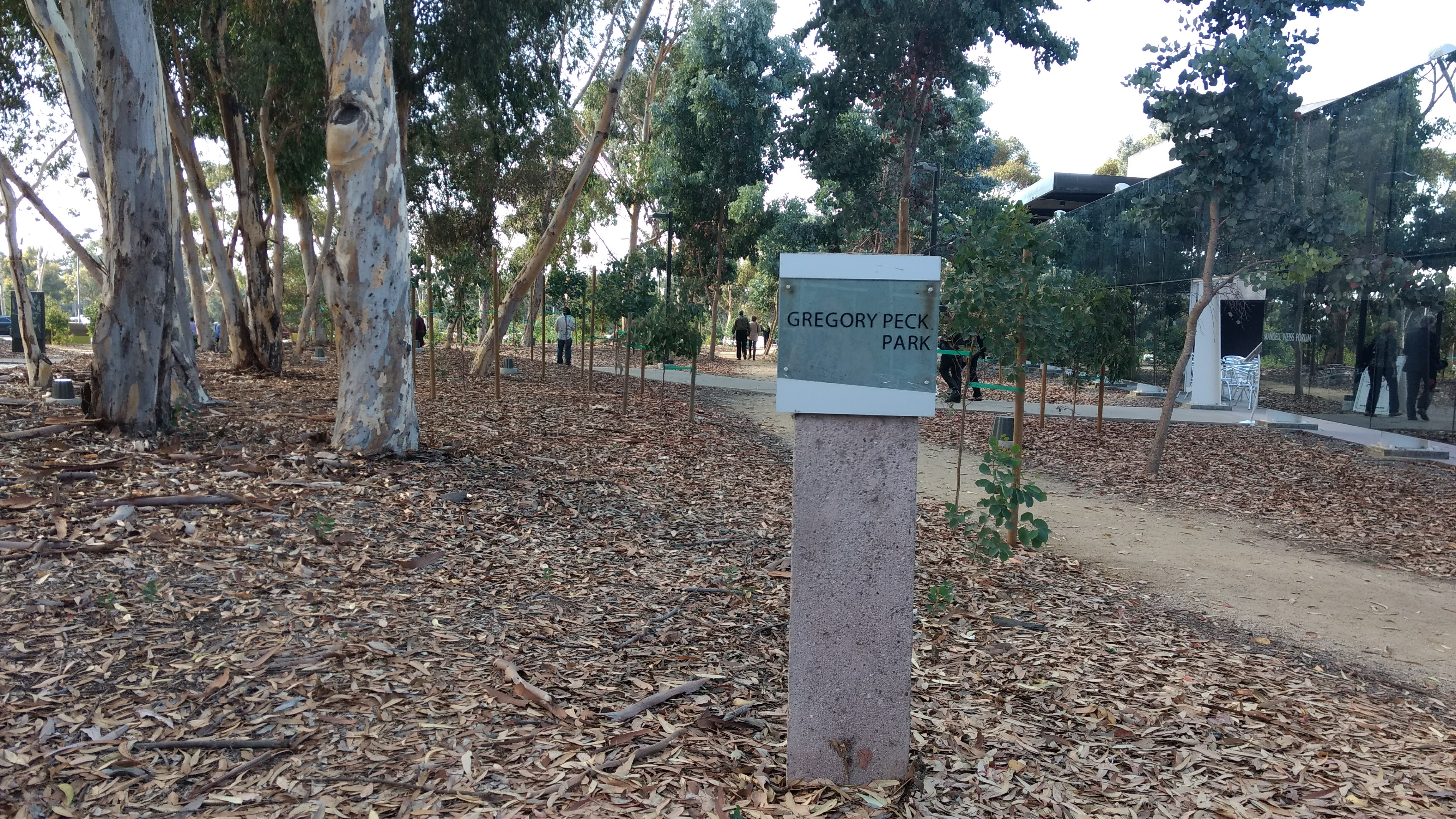
Park im. Gregory’ego Pecka przed La Jolla Playhouse (2017)

Opracowano na podstawie materiału źródłowego:

### Dyrektorzy artystyczni
- 1947–1959: Gregory Peck, Dorothy McGuire, Mel Ferrer (założyciele)
- 1983–1994: Des McAnuff
- 1995–1999: Michael Greif
- 1999–2000: Anne Hamburger
- 2000–2007: Des McAnuff
- od 2007: Christopher Ashley